# 401
401 је била проста година.

## Догађаји
- Цар Аркадије шаље многе поклоне хунском вођи Улдину, у знак захвалности за његову победу над Готима и Гаином. Аркадије се тада удружио са Хунима.
- Пиратство врше трговци робљем из Галатије (Анадолија), дуж обала Африке.
- Стари Легија Адиутрик, чији је део одувек био стациониран у Аквинкуму (модерна Будимпешта), подељен је на два дела и послат у Британију.
- Стилихон, римски генерал (магистер милитум), води своју војску у опсежном походу против Вандала у Ретији (Швајцарска).
- Артемидин храм код Селчука у Ефесу је демонтиран.
- 18. новембар — Визиготи, предвођени краљем Алариком I, прелазе Алпе и нападају северну Италију.
- Цар Хонорије почиње да користи град Равену као привремени центар за одређене административне и војне функције. Град је изабран због своје близине већини западноримске војске и због чињенице да га релативно сиромаштво чини мање примамљивом метом за варварске освајаче од градова као што су Рим или Милано.  Овај догађај се често погрешно тумачи као проглашење Равене за главни град. У стварности, главни град Западног римског царства није истински успостављен у Равени све до 408. године.
- Ускршња хроника (Пасхал Хроникле) извештава да је Црно море потпуно залеђено.
- Кумаражива, кучеански будистички монах, стиже у Чанган и почиње да преводи будистичке текстове на кинески језик.
- 19. децембар – Папа Анастасије I умире у Риму након двогодишњег епископства, а наследио га је Иноћентије I као 40. римски папа.
- Махабхарата, индијски санскритски еп, је завршен.

## Рођења
- 10. април — Теодосије II, римски цар († 450.)
- Елија Евдокија, римска царица и жена Теодосија ИИ (приближан датум)
- Лав I, византијски цар (ум. 474)

## Смрти
- 19. децембар – папа Анастасије I
- Дуан Ие, принц кинеске државе Северни Лианг
- Лу Зуан, цар државе Ди Касније Лианг
- Муронг Шенг, цар државе Сјанбеј, касније Јан (р. 373)